# چمپیونشیپ ۲۲–۲۰۲۱
چمپیونشیپ ۲۲–۲۰۲۱ (که به دلیل حامی مالی آن با نام اسکای بت چمپیونشیپ شناخته می‌شود) ۱۸امین فصل از چمپیونشیپ لیگ فوتبال تحت عنوان فعلی‌اش و ۳۰امین فصل از این رقابت‌ها تحت این فرمت از دسته‌بندی لیگ بود.

## تغییرات تیم‌ها
تیم‌های زیر در پایان فصل ۲۱–۲۰۲۰ تغییر دسته دادند:

### به چمپیونشیپ
صعود از لیگ یک
- هال سیتی
- پیتربورو یونایتد
- بلکپول

سقوط از لیگ برتر
- فولام
- وست برومویچ آلبیون
- شفیلد یونایتد

### از چمپیونشیپ
صعود به لیگ برتر
- نوریچ سیتی
- واتفورد
- برنتفورد

سقوط به لیگ یک
- وایکام واندررز
- روترهام یونایتد
- شفیلد ونزدی

## ورزشگاه‌ها
| تیم                              | موقعیت              | ورزشگاه              | ظرفیت  |
| -------------------------------- | ------------------- | -------------------- | ------ |
| باشگاه فوتبال بارنزلی            | بارنزلی             | اوکول                | ۲۳٬۲۸۷ |
| باشگاه فوتبال بیرمنگام سیتی      | بیرمنگام            | ورزشگاه سنت اندروز   | ۲۹٬۴۰۹ |
| باشگاه فوتبال بلکبرن روورز       | بلکبرن              | ورزشگاه ایوود پارک   | ۳۱٬۳۶۷ |
| باشگاه فوتبال بلکپول             | بلکپول              | ورزشگاه بلومفیلد رود | ۱۷٬۳۳۸ |
| باشگاه فوتبال ای‌اف‌سی بورنموث     | بورنموث             | ورزشگاه دین کورت     | ۱۱٬۳۶۴ |
| باشگاه فوتبال بریستول سیتی       | بریستول             | ورزشگاه اشتون گیت    | ۲۷٬۰۰۰ |
| باشگاه فوتبال کاردیف سیتی        | کاردیف              | ورزشگاه کاردیف سیتی  | ۳۳٬۲۸۰ |
| باشگاه فوتبال کاونتری سیتی       | کاونتری             | ورزشگاه ریکو آرنا    | ۳۲٬۶۰۹ |
| باشگاه فوتبال دربی کانتی         | داربی (انگلستان)    | ورزشگاه پرید پارک    | ۳۳٬۶۰۰ |
| باشگاه فوتبال فولام              | لندن (فولام)        | ورزشگاه کریون کاتج   | ۱۹٬۳۵۹ |
| باشگاه فوتبال هادرزفیلد تاون     | هادرزفیلد           | ورزشگاه کرکلیس       | ۲۴٬۵۰۰ |
| باشگاه فوتبال هال سیتی           | کینگستون آپون هال   | ورزشگاه کی‌کوم        | ۲۵٬۴۰۰ |
| باشگاه فوتبال لوتون تاون         | لوتون               | کنیل‌ورث رود          | ۱۰٬۳۵۶ |
| باشگاه فوتبال میدلزبرو           | میدلزبرو            | ورزشگاه ریورساید     | ۳۴٬۷۴۲ |
| باشگاه فوتبال میلوال             | لندن (ساوت برمونزی) | ورزشگاه دن           | ۲۰٬۱۴۶ |
| باشگاه فوتبال ناتینگهام فارست    | وست بریجفورد        | ورزشگاه سیتی گراند   | ۳۰٬۴۴۶ |
| باشگاه فوتبال پیتربورو یونایتد   | پیتربورو            | ورزشگاه لاندن رود    | ۱۵٬۳۱۴ |
| باشگاه فوتبال پرستون نورث اند    | پرستون              | ورزشگاه دیپدایل      | ۲۳٬۴۰۴ |
| باشگاه فوتبال کویینز پارک رنجرز  | لندن (وایت سیتی)    | ورزشگاه لوفتوس رود   | ۱۸٬۴۳۹ |
| باشگاه فوتبال ردینگ              | ردینگ               | ورزشگاه مدیسکی       | ۲۴٬۱۶۱ |
| باشگاه فوتبال شفیلد یونایتد      | شفیلد               | ورزشگاه برامال لین   | ۳۲٬۰۵۰ |
| باشگاه فوتبال استوک سیتی         | استوک-آن-ترنت       | ورزشگاه بریتانیا     | ۳۰٬۰۸۹ |
| باشگاه فوتبال سوانزی سیتی        | سوانزی              | ورزشگاه لیبرتی       | ۲۱٬۰۸۸ |
| باشگاه فوتبال وست برومویچ آلبیون | وست برومویچ         | ورزشگاه هاوتورنز     | ۲۶٬۸۵۰ |

## پرسنل و حامیان مالی
| بورنموث            | اسکات پارکر                       | لوید کلس       | آمبرو  | MSP Capital                                                               |                    |                    |
| بارنزلی            | مارتین دونی (موقت)                | کاولی وودرو    | پوما   | The Investment Room                                                       |                    |                    |
| بیرمنگام           | لی بویر                           | تروی دینی      | نایکی  | بولی اسپرت                                                                | بولی اسپرت         | بولی اسپرت         |
| بلکبرن             | تونی مووبرای                      | دارا لنیان     | ماکرون | Totally Wicked1                                                           | Totally Wicked1    | Totally Wicked1    |
| بلکپول             | نیل کرچلی                         | کریس مکسول     | پوما   | Blackpool Council (خانه: "VisitBlackpool.com"; خارج از خانه: "Get Vocal") |                    |                    |
| بریستول سیتی       | یانگ پیرسون                       | دانیل بنتلی    | هومل   | MansionBet                                                                | MansionBet         | MansionBet         |
| کاردیف سیتی        | استیو موریسون                     | شان موریسون    | آدیداس | Tourism Malaysia                                                          | Tourism Malaysia   | Tourism Malaysia   |
| کاونتری سیتی       | مارک روبینز                       | لیام کلی       | هومل   | BoyleSports                                                               | BoyleSports        | BoyleSports        |
| داربی کونتی        | وین رونی                          | تام لارنس      | آمبرو  | 32Red                                                                     | 32Red              | 32Red              |
| فولام              | مارکو سیلوا                       | تام کارینی     | آدیداس | World Mobile                                                              | World Mobile       | World Mobile       |
| هادرزفیلد تاون     | کارلوس کوربران                    | جاناتان هاگ    | آمبرو  | Utilita                                                                   | Utilita            | Utilita            |
| هال سیتی           | شوتا آرولادزه                     | ریچی اسمالوود  | آمبرو  | Giacom                                                                    | Giacom             | Giacom             |
| لوتون تاون         | ناتان جونز                        | سانی بردلی     | آمبرو  | Utilita (خانه)2 Star Platforms (خارج از خانه) Ryebridge (سوم)             |                    |                    |
| میدلزبرو           | کریس ویلدر                        | جانی هاسن      | هومل   | 32Red                                                                     | 32Red              | 32Red              |
| میلوال             | گری رووت                          | الکس پیرس      | ماکرون | Huski Chocolate                                                           | Huski Chocolate    | Huski Chocolate    |
| ناتینگهام فارست    | استیو کوپر                        | لوئیس گرابان   | ماکرون | BOXT                                                                      | BOXT               | BOXT               |
| پیتربرو یونایتد    | گرنت مک‌کان                        | اولیور نوربورن | پوما   | Mick George Group                                                         | Mick George Group  | Mick George Group  |
| پرستون نورث اند    | رایان لو                          | الن براون      | نایکی  | PAR Group                                                                 | PAR Group          | PAR Group          |
| کویینز پارک رنجرز  | مارک واربرتون                     | استفان یانسن   | اره‌آ   | Ashville Holdings                                                         | Ashville Holdings  | Ashville Holdings  |
| ردینگ              | پل اینس (موقت) مایکل گیلکس (موقت) | مایکل موریسون  | ماکرون | Select Car Leasing                                                        | Select Car Leasing | Select Car Leasing |
| شفیلد یونایتد      | پل هکینگباتم                      | بیلی شارپ      | آدیداس | Randox                                                                    | Randox             | Randox             |
| استوک سیتی         | مایکل اونیل                       | جو آلن         | ماکرون | BET365                                                                    | BET365             | BET365             |
| سوانزی سیتی        | راسل مارتین                       | مت گریمز       | جوما   | Swansea University                                                        |                    |                    |
| وست برومویچ آلبیون | استیو بروس                        | جیک لیورمور    | پوما   | Ideal Heating                                                             | Ideal Heating      | Ideal Heating      |

1. ^  تا ۱۸ ژانویه ۲۰۲۲، اسپانسر پیراهن بلکبرن روورز Recoverite Compression بود که قرارداد پیش از موعد پایان یافت.[۱۷]
2. ^  تا ۱۸ فوریه ۲۰۲۲، اسپانسر پیراهن خانگی لوتون تاون JB Developments بود که قرارداد پیش از موعد پایان یافت.[۱۸]

## تغییرات سرمربیان
| تیم                | مربی خروجی        | علت                                 | تاریخ خروج      | رتبه در جدول | مربی جایگزین                      | تاریخ انتصاب    |
| ------------------ | ----------------- | ----------------------------------- | --------------- | ------------ | --------------------------------- | --------------- |
| وست برومویچ آلبیون | سم الردایس        | استعفاء داد.                        | ۲۳ مه ۲۰۲۱      | پیش-فصل      | والرین اسماعیل                    | ۲۴ ژوئن ۲۰۲۱    |
| شفیلد یونایتد      | پل هکینگباتم      | پایان مربیگری موقت                  | ۲۳ مه ۲۰۲۱      | پیش-فصل      | اسلاویشا یوکانویچ                 | ۲۷ مه ۲۰۲۱      |
| بارنزلی            | والرین اسماعیل    | عقد قرارداد با وست برومویچ آلبیون   | ۲۴ ژوئن ۲۰۲۱    | پیش-فصل      | مارکوس شوپ                        | ۲۹ ژوئن ۲۰۲۱    |
| فولام              | اسکات پارکر       | توافق طرفین; عقد قرارداد با بورنموث | ۲۸ ژوئن ۲۰۲۱    | پیش-فصل      | مارکو سیلوا                       | ۱ ژوئیه ۲۰۲۱    |
| بورنموث            | جاناتان وودگیت    | پایان قرارداد                       | ۲۸ ژوئن ۲۰۲۱    | پیش-فصل      | اسکات پارکر                       | ۲۸ ژوئن ۲۰۲۱    |
| سوانزی سیتی        | استیو کوپر        | توافق طرفین                         | ۲۱ ژوئیه ۲۰۲۱   | پیش-فصل      | راسل مارتین                       | ۱ اوت ۲۰۲۱      |
| ناتینگهام فارست    | کریس هیوتون       | اخراج شد.                           | ۱۶ سپتامبر ۲۰۲۱ | ۲۴ام         | استیو کوپر                        | ۲۱ سپتامبر ۲۰۲۱ |
| کاردیف سیتی        | میک مک‌کارتی       | توافق طرفین                         | ۲۳ اکتبر ۲۰۲۱   | ۲۱ام         | استیو موریسون                     | ۱۲ نوامبر ۲۰۲۱  |
| بارنزلی            | مارکوس شوپ        | اخراج شد.                           | ۱ نوامبر ۲۰۲۱   | ۲۳ام         | پویا اسبقی                        | ۱۷ نوامبر ۲۰۲۱  |
| میدلزبرو           | نیل وارناک        | توافق طرفین                         | ۶ نوامبر ۲۰۲۱   | ۱۴ام         | کریس ویلدر                        | ۷ نوامبر ۲۰۲۱   |
| شفیلد یونایتد      | اسلاویشا یوکانویچ | اخراج شد.                           | ۲۵ نوامبر ۲۰۲۱  | ۱۶ام         | پل هکینگباتم                      | ۲۵ نوامبر ۲۰۲۱  |
| پرستون نورث اند    | فرانکی مک‌اوی      | اخراج شد.                           | ۶ دسامبر ۲۰۲۱   | ۱۸ام         | رایان لو                          | ۷ دسامبر ۲۰۲۱   |
| هال سیتی           | گرنت مک‌کان        | اخراج شد.                           | ۲۵ ژانویه ۲۰۲۲  | ۱۹ام         | شوتا آرولادزه                     | ۲۷ ژانویه ۲۰۲۲  |
| وست برومویچ آلبیون | والرین اسماعیل    | اخراج شد.                           | ۲ فوریه ۲۰۲۲    | ۵ام          | استیو بروس                        | ۳ فوریه ۲۰۲۲    |
| ردینگ              | ولیکو پائونوویچ   | توافق طرفین                         | ۱۹ فوریه ۲۰۲۲   | ۲۱ام         | پل اینس (موقت) مایکل گیلکس (موقت) | ۱۹ فوریه ۲۰۲۲   |
| پیتربورو یونایتد   | دارن فرگوسن       | استعفاء داد.                        | ۲۰ فوریه ۲۰۲۲   | ۲۳ام         | گرنت مک‌کان                        | ۲۴ فوریه ۲۰۲۲   |
| بارنزلی            | پویا اسبقی        | توافق طرفین                         | ۲۴ آوریل ۲۰۲۲   | ۲۴ام         | مارتین دونی (پوقت)                | ۲۴ آوریل ۲۰۲۲   |

## جدول لیگ
| رتبه | تیم                  | بازی | برد | مساوی | باخت | گل زده | گل خورده | گل تفاضل | امتیاز | صعود، صلاحیت یا سقوط            |
| ---- | -------------------- | ---- | --- | ----- | ---- | ------ | -------- | -------- | ------ | ------------------------------- |
| ۱    | فولام (C, P)         | ۴۶   | ۲۷  | ۹     | ۱۰   | ۱۰۶    | ۴۳       | ۶۳+      | ۹۰     | صعود به لیگ برتر                |
| ۲    | بورنموث (P)          | ۴۶   | ۲۵  | ۱۳    | ۸    | ۷۴     | ۳۹       | ۳۵+      | ۸۸     | صعود به لیگ برتر                |
| ۳    | هادرزفیلد تاون (Q)   | ۴۶   | ۲۳  | ۱۳    | ۱۰   | ۶۴     | ۴۷       | ۱۷+      | ۸۲     | حضور در بازی‌های پلی‌آف چمپیونشیپ |
| ۴    | ناتینگهام فارست (C)  | ۴۶   | ۲۳  | ۱۱    | ۱۲   | ۷۳     | ۴۰       | ۳۳+      | ۸۰     | حضور در بازی‌های پلی‌آف چمپیونشیپ |
| ۵    | شفیلد یونایتد        | ۴۶   | ۲۱  | ۱۲    | ۱۳   | ۶۳     | ۴۵       | ۱۸+      | ۷۵     | حضور در بازی‌های پلی‌آف چمپیونشیپ |
| ۶    | لوتون تاون           | ۴۶   | ۲۱  | ۱۲    | ۱۳   | ۶۳     | ۵۵       | ۸+       | ۷۵     | حضور در بازی‌های پلی‌آف چمپیونشیپ |
| ۷    | میدلزبرو             | ۴۶   | ۲۰  | ۱۰    | ۱۶   | ۵۹     | ۵۰       | ۹+       | ۷۰     |                                 |
| ۸    | بلکبرن روورز         | ۴۶   | ۱۹  | ۱۲    | ۱۵   | ۵۹     | ۵۰       | ۹+       | ۶۹     |                                 |
| ۹    | میلوال               | ۴۶   | ۱۸  | ۱۵    | ۱۳   | ۵۳     | ۴۵       | ۸+       | ۶۹     |                                 |
| ۱۰   | وست برومویچ آلبیون   | ۴۶   | ۱۸  | ۱۳    | ۱۵   | ۵۲     | ۴۵       | ۷+       | ۶۷     |                                 |
| ۱۱   | کویینز پارک رنجرز    | ۴۶   | ۱۹  | ۹     | ۱۸   | ۶۰     | ۵۹       | ۱+       | ۶۶     |                                 |
| ۱۲   | کاونتری سیتی         | ۴۶   | ۱۷  | ۱۳    | ۱۶   | ۶۰     | ۵۹       | ۱+       | ۶۴     |                                 |
| ۱۳   | دربی کانتی           | ۴۶   | ۱۶  | ۱۶    | ۱۴   | ۵۲     | ۵۶       | ۴−       | ۶۴     |                                 |
| ۱۴   | استوک سیتی           | ۴۶   | ۱۷  | ۱۱    | ۱۸   | ۵۷     | ۵۲       | ۵+       | ۶۲     |                                 |
| ۱۵   | سوانزی سیتی          | ۴۶   | ۱۶  | ۱۳    | ۱۷   | ۵۸     | ۶۸       | ۱۰−      | ۶۱     |                                 |
| ۱۶   | بلکپول               | ۴۶   | ۱۶  | ۱۲    | ۱۸   | ۵۴     | ۵۸       | ۴−       | ۶۰     |                                 |
| ۱۷   | بریستول سیتی         | ۴۶   | ۱۵  | ۱۰    | ۲۱   | ۶۲     | ۷۷       | ۱۵−      | ۵۵     |                                 |
| ۱۸   | کاردیف سیتی          | ۴۶   | ۱۵  | ۸     | ۲۳   | ۵۰     | ۶۸       | ۱۸−      | ۵۳     |                                 |
| ۱۹   | هال سیتی             | ۴۶   | ۱۴  | ۹     | ۲۳   | ۴۱     | ۵۴       | ۱۳−      | ۵۱     |                                 |
| ۲۰   | بیرمنگام سیتی        | ۴۶   | ۱۱  | ۱۴    | ۲۱   | ۵۰     | ۷۵       | ۲۵−      | ۴۷     |                                 |
| ۲۱   | ردینگ                | ۴۶   | ۱۳  | ۸     | ۲۵   | ۵۴     | ۸۷       | ۳۳−      | ۴۱     |                                 |
| ۲۲   | پیتربورو یونایتد (R) | ۴۶   | ۹   | ۱۰    | ۲۷   | ۴۳     | ۸۷       | ۴۴−      | ۳۷     | سقوط به لیگ یک                  |
| ۲۳   | دربی کانتی (R)       | ۴۶   | ۱۴  | ۱۳    | ۱۹   | ۴۵     | ۵۳       | ۸−       | ۳۴     | سقوط به لیگ یک                  |
| ۲۴   | بارنزلی (R)          | ۴۶   | ۶   | ۱۲    | ۲۸   | ۳۳     | ۷۳       | ۴۰−      | ۳۰     | سقوط به لیگ یک                  |

1. ↑  به دلیل نقض مقررات سود و پایداری مالی، ۶ امتیاز از ریدینگ کسر شد.[۵۰]
2. ↑  از دربی کانتی، ۱۲ امتیاز برای ورود به مدیریت[۵۱] و ۹ امتیاز دیگر برای تخلفات مالی کسر شد.[۵۲]

### نتایج
| ۲۰۲۱/۲۲                     |     |     |     |     |     |     |     |     |     |     |     |     |     |     |     |     |     |     |     |     |     |     |     |     |
| --------------------------- | --- | --- | --- | --- | --- | --- | --- | --- | --- | --- | --- | --- | --- | --- | --- | --- | --- | --- | --- | --- | --- | --- | --- | --- |
| بارنزلی                     |     | ۱–۱ | ۰–۱ | ۰–۰ | ۲–۰ | ۰–۲ | ۰–۱ | ۱–۰ | ۱–۲ | ۱–۱ | ۱–۱ | ۲–۰ | ۰–۱ | ۲–۳ | ۰–۱ | ۳–۱ | ۳–۱ | ۲–۰ | ۱–۰ | ۱–۱ | ۳–۲ | ۱–۱ | ۲–۰ | ۰–۰ |
| بیرمنگام                    | ۱–۲ |     | ۲–۰ | :   | ۱–۰ | ۰–۳ | ۲–۲ | ۲:۴ | ۰–۲ | ۴–۱ | ۲–۰ | ۰–۰ | ۰–۳ | ۲–۰ | ۲–۲ | ۳–۰ | ۲–۲ | ۰–۰ | ۱–۲ | ۱–۲ | ۱–۲ | ۰–۰ | ۱–۲ | ۱–۰ |
| بورنموث                     | ۰–۳ | ۱–۳ |     | ۲–۰ | ۲–۲ | ۲–۳ | ۰–۳ | ۲–۲ | ۰–۲ | ۱–۱ | ۰–۳ | ۰–۱ | ۱–۲ | ۰–۰ | :   | ۱–۰ | ۱–۱ | ۱–۲ | ۱–۲ | ۱–۱ | ۱–۲ | ۱–۲ | ۴–۰ | ۲–۲ |
| بلکبرن                      | ۱–۲ | ۴–۰ | ۳–۰ |     | ۱–۱ | ۰–۱ | ۱–۵ | ۲–۲ | ۱–۳ | ۷–۰ | ۰–۰ | ۰–۲ | ۲–۲ | ۱–۰ | ۰–۰ | ۲–۰ | ۴–۰ | ۱–۰ | ۱–۰ | ۰–۲ | ۱–۳ | ۰–۱ | ۱–۲ | ۱–۲ |
| بلکپول                      | ۱–۰ | ۱–۶ | ۱–۲ | ۱–۲ |     | ۱–۳ | ۲–۰ | ۰–۱ | ۲–۰ | ۱–۰ | ۳–۰ | ۱–۰ | ۳–۰ | ۱–۲ | ۱–۰ | ۴–۱ | ۱–۳ | ۰–۲ | ۱–۱ | ۱–۴ | ۰–۰ | ۰–۱ | ۱–۰ | ۰–۰ |
| بریستول                     | ۱–۲ | ۱–۲ | ۲–۰ | ۱–۱ | ۱–۱ |     | ۲–۳ | ۱–۲ | ۱–۰ | ۱–۱ | ۳–۲ | ۰–۵ | ۱–۱ | ۱–۲ | ۲–۳ | ۱–۲ | ۱–۱ | ۰–۰ | ۱–۲ | ۱–۲ | ۱–۱ | ۱–۰ | ۰–۱ | ۲–۲ |
| کاردیف                      | ۱–۱ | ۱–۱ | ۰–۱ | ۰–۱ | ۱–۱ | ۱–۲ |     | ۰–۲ | ۱–۰ | ۰–۱ | ۱–۲ | ۰–۱ | ۰–۱ | ۲–۰ | ۱–۳ | ۱–۲ | ۴–۰ | ۰–۰ | ۰–۱ | ۰–۱ | ۳–۲ | ۱–۲ | ۴–۰ | ۴–۰ |
| کاونتری سیتی                | ۱–۰ | ۰–۰ | ۳–۰ | ۲–۲ | ۱–۱ | ۲–۳ | ۱–۰ |     | ۱–۱ | ۱–۴ | ۱–۲ | ۲–۰ | ۰–۱ | ۰–۲ | ۰–۱ | ۱–۲ | ۰–۳ | ۱–۱ | ۱–۲ | ۱–۲ | ۱–۴ | ۱–۰ | ۱–۲ | ۱–۲ |
| داربی                       | ۰–۲ | ۲–۲ | ۲–۳ | ۱–۲ | ۱–۰ | ۳–۱ | :   | ۱–۱ |     | ۱–۲ | ۱–۱ | ۱–۳ | ۲–۲ | ۰–۰ | ۱–۲ | ۱–۱ | ۱–۰ | ۱–۰ | ۱–۲ | ۱–۰ | ۰–۲ | ۱–۲ | ۰–۰ | ۱–۰ |
| فولام                       | ۱–۴ | ۲–۶ | ۱–۱ | ۰–۲ | ۱–۱ | ۲–۶ | ۰–۲ | ۳–۱ | ۰–۰ |     | ۱–۲ | ۰–۲ | ۰–۷ | ۱–۱ | ۰–۳ | ۰–۱ | ۱–۲ | ۰–۳ | ۱–۴ | ۱–۲ | ۰–۱ | ۰–۳ | ۱–۳ | ۰–۳ |
| هادرزفیلد تاون              | ۱–۲ | ۰–۰ | ۳–۰ | ۲–۳ | ۲–۳ | :   | ۱–۲ | ۱–۱ | ۰–۲ | ۵–۱ |     | ۰–۲ | ۰–۲ | ۱–۲ | ۱–۰ | ۲–۰ | ۰–۳ | ۱–۰ | ۲–۲ | ۴–۰ | ۰–۰ | ۱–۱ | ۱–۱ | ۱–۰ |
| هال سیتی                    | ۲–۰ | ۰–۲ | ۰–۰ | ۰–۲ | ۱–۱ | ۲–۲ | ۱–۲ | ۰–۱ | ۰–۱ | ۰–۱ | ۰–۱ |     | ۳–۱ | ۰–۲ | ۱–۲ | :   | ۱–۲ | ۰–۱ | ۳–۰ | ۰–۳ | ۳–۱ | ۲–۰ | ۰–۲ | ۲–۰ |
| لوتون تاون                  | ۱–۲ | ۵–۰ | ۲–۳ | ۰–۰ | ۱–۱ | ۱–۲ | ۱–۲ | ۰–۵ | ۱–۰ | ۱–۱ | ۰–۰ | ۱–۰ |     | ۱–۳ | ۲–۲ | ۱–۰ | ۰–۳ | ۲–۰ | ۱–۲ | :   | ۰–۰ | ۰–۱ | ۳–۳ | ۰–۲ |
| میدلزبرو                    | ۰–۲ | ۲–۰ | ۱–۰ | ۱–۱ | ۱–۲ | ۱–۲ | ۰–۲ | ۱–۰ | ۱–۴ | ۰–۱ | ۲–۰ | ۰–۱ | ۱–۲ |     | ۱–۱ | ۰–۲ | ۰–۲ | ۱–۲ | ۳–۲ | ۱–۲ | ۰–۲ | ۱–۳ | ۱–۰ | ۱–۲ |
| میلوال                      | ۱–۴ | ۱–۳ | ۱–۱ | ۱–۱ | ۱–۲ | ۱–۰ | ۱–۲ | ۱–۱ | ۱–۱ | ۱–۲ | ۰–۲ | ۱–۲ | ۲–۰ | ۰–۰ |     | ۰–۱ | ۰–۳ | ۰–۰ | ۰–۲ | ۱–۰ | ۱–۰ | ۱–۲ | ۰–۱ | ۰–۲ |
| ناتینگهام                   | ۰–۳ | ۰–۲ | ۱–۲ | ۱–۲ | ۱–۲ | ۰–۲ | ۱–۲ | ۰–۲ | ۱–۲ | ۴–۰ | ۰–۱ | ۱–۲ | ۰–۰ | ۲–۰ | ۱–۱ |     | ۰–۲ | ۰–۳ | ۱–۳ | ۴–۰ | ۱–۱ | ۲–۲ | ۱–۵ | ۴–۰ |
| پیتربورو                    | ۰–۰ | ۰–۳ | ۰–۰ | ۱–۲ | :   | ۳–۲ | ۲–۲ | ۴–۱ | ۱–۲ | ۰–۱ | ۱–۱ | ۳–۰ | ۱–۱ | ۴–۰ | ۱–۲ | ۰–۱ |     | ۰–۱ | ۱–۲ | ۰–۰ | ۲–۰ | ۲–۲ | ۳–۲ | ۰–۱ |
| پرستون نورث اند             | ۱–۲ | ۱–۱ | ۱–۲ | ۴–۱ | ۱–۰ | ۲–۲ | ۱–۲ | ۱–۲ | ۰–۰ | ۱–۱ | ۰–۰ | ۴–۱ | ۰–۲ | :   | ۱–۱ | ۰–۰ | ۱–۰ |     | ۱–۲ | ۳–۲ | ۲–۲ | ۱–۱ | ۱–۳ | ۱–۱ |
| کویینز پارک رنجرز           | ۲–۲ | ۰–۲ | ۰–۱ | ۱–۰ | ۱–۲ | ۱–۲ | ۱–۲ | ۰–۲ | ۱–۰ | ۲–۰ | ۱–۰ | ۱–۱ | ۰–۲ | ۲–۲ | ۱–۱ | ۱–۱ | ۳–۱ | ۲–۳ |     | ۴–۰ | ۳–۱ | ۲–۰ | ۰–۰ | ۱–۰ |
| ردینگ                       | ۱–۰ | ۱–۲ | ۲–۰ | ۱–۰ | ۳–۲ | ۳–۲ | ۱–۲ | ۳–۲ | ۲–۲ | ۷–۰ | ۴–۳ | ۱–۱ | ۲–۰ | ۱–۰ | ۰–۱ | ۱–۱ | ۱–۳ | ۱–۲ | ۳–۳ |     | ۰–۱ | ۱–۲ | ۴–۴ | ۰–۱ |
| شفیلد یونایتد               | ۰–۲ | ۰–۱ | ۰–۰ | ۱–۰ | ۰–۱ | ۰–۲ | ۱–۰ | ۰–۰ | ۱–۰ | :   | ۱–۲ | ۰–۰ | ۰–۲ | ۱–۴ | ۱–۲ | ۱–۱ | ۲–۶ | ۲–۲ | ۱–۰ | ۱–۲ |     | ۱–۲ | ۴–۰ | ۰–۲ |
| استوک سیتی                  | ۱–۱ | ۲–۲ | ۰–۱ | ۰–۱ | ۰–۱ | ۰–۱ | ۳–۳ | :   | ۱–۲ | ۳–۲ | ۱–۲ | ۰–۲ | ۱–۲ | ۰–۰ | ۰–۲ | ۱–۰ | ۰–۲ | ۱–۲ | ۱–۰ | ۲–۳ | ۱–۰ |     | ۰–۳ | ۱–۰ |
| سوانزی                      | ۱–۱ | ۰–۰ | ۳–۳ | ۱–۰ | ۱–۱ | ۱–۳ | ۰–۳ | ۱–۳ | ۱–۲ | ۵–۱ | ۱–۰ | ۰–۰ | ۰–۱ | ۱–۱ | ۰–۰ | ۴–۱ | ۰–۳ | ۱–۰ | :   | ۳–۲ | ۰–۰ | ۳–۱ |     | ۱–۲ |
| وست برومویچ                 | :   | ۱–۰ | ۰–۲ | ۰–۰ | ۱–۲ | ۰–۳ | ۱–۱ | ۰–۰ | ۰–۰ | :   | ۲–۲ | ۱–۰ | ۲–۳ | ۱–۱ | ۱–۱ | ۰–۰ | ۰–۳ | ۲–۰ | ۱–۲ | ۱–۰ | ۴–۰ | ۳–۱ | ۲–۰ |     |
| منبع: وبگاه رسمی لیگ فوتبال |     |     |     |     |     |     |     |     |     |     |     |     |     |     |     |     |     |     |     |     |     |     |     |     |

## بازی‌های پلی‌آف
الگو:ConfPlayoff
بازی رفت
| Luton Town | v | Huddersfield Town |
| ---------- | - | ----------------- |
|            |   |                   |

| Sheffield United | v | Nottingham Forest |
| ---------------- | - | ----------------- |
|                  |   |                   |

بازی برگشت
| Huddersfield Town | v | Luton Town |
| ----------------- | - | ---------- |
|                   |   |            |

| Nottingham Forest | v | Sheffield United |
| ----------------- | - | ---------------- |
|                   |   |                  |

### فینال
ورزشگاه ومبلی، لندن
۲۹ مه ۲۰۲۲

۱۶:۳۰

## آمار فصل

### گلزنی

#### گلزنان برتر
تا تاریخ ۷ مه ۲۰۲۲
| رتبه | بازیکن            | باشگاه                           | گل(ها) |
| ---- | ----------------- | -------------------------------- | ------ |
| ۱    | الکساندر میتروویچ | باشگاه فوتبال فولام              | ۴۳     |
| ۲    | دومینیک سولانکه   | باشگاه فوتبال ای‌اف‌سی بورنموث     | ۲۹     |
| ۳    | بن برریتون        | باشگاه فوتبال بلکبرن روورز       | ۲۲     |
| ۳    | یوئل پیرو         | باشگاه فوتبال سوانزی سیتی        | ۲۲     |
| ۳    | آندریاس ویمان     | باشگاه فوتبال بریستول سیتی       | ۲۲     |
| ۶    | کرلان گرانت       | باشگاه فوتبال وست برومویچ آلبیون | ۱۸     |
| ۷    | دیکتور گیوکرش     | باشگاه فوتبال کاونتری سیتی       | ۱۷     |
| ۸    | الیجا آدبایو      | باشگاه فوتبال لوتون تاون         | ۱۶     |
| ۸    | امیل ریس یاکوبسون | باشگاه فوتبال پرستون نورث اند    | ۱۶     |
| ۸    | برنان جانسون      | باشگاه فوتبال ناتینگهام فارست    | ۱۶     |

#### هت‌تریک‌ها
| بازیکن            | باشگاه          | مقابل              | نتیجه   | تاریخ           |
| ----------------- | --------------- | ------------------ | ------- | --------------- |
| جان سویفت         | ردینگ           | کویینز پارک رنجرز  | ۳–۳ (خ) | ۱۱ سپتامبر ۲۰۲۱ |
| بن بررتون دیاز    | بلکبرن روورز    | کاردیف سیتی        | ۵–۱ (خ) | ۲۵ سپتامبر ۲۰۲۱ |
| الکساندر میتروویچ | فولام           | سوانزی سیتی        | ۳–۱ (خ) | ۲۹ سپتامبر ۲۰۲۱ |
| الکساندر میتروویچ | فولام           | وست برومویچ آلبیون | ۳–۰ (خ) | ۳۰ اکتبر ۲۰۲۱   |
| آندریاس ویمان     | بریستول سیتی    | میلوال             | ۳–۲ (خ) | ۲ ژانویه ۲۰۲۲   |
| الکساندر میتروویچ | فولام           | بریستول سیتی       | ۶–۲ (خ) | ۱۵ ژانویه ۲۰۲۲  |
| دنی وارد          | هادرزفیلد تاون  | ردینگ              | ۴–۳ (م) | ۲۲ ژانویه ۲۰۲۲  |
| سم سوریج          | ناتینگهام فارست | سوانزی سیتی        | ۵–۱ (خ) | ۳۰ آوریل ۲۰۲۲   |

#### پاسورهای برتر
تا تاریخ ۷ مه ۲۰۲۲
| رتبه | بازیکن        | باشگاه                                                 | پاس‌ها |
| ---- | ------------- | ------------------------------------------------------ | ----- |
| ۱    | هری ویلسون    | باشگاه فوتبال فولام                                    | ۱۹    |
| ۲    | جان سویفت     | باشگاه فوتبال ردینگ                                    | ۱۳    |
| ۳    | آنتوین سمنیو  | باشگاه فوتبال بریستول سیتی                             | ۱۲    |
| ۳    | جد والاس      | باشگاه فوتبال میلوال                                   | ۱۲    |
| ۵    | سوربا توماس   | باشگاه فوتبال هادرزفیلد تاون                           | ۱۱    |
| ۵    | کریس ویلیک    | باشگاه فوتبال کویینز پارک رنجرز                        | ۱۱    |
| ۷    | فیلیپ بیلینگ  | باشگاه فوتبال ای‌اف‌سی بورنموث                           | ۱۰    |
| ۷    | رایان گیلز    | باشگاه فوتبال کاردیف سیتی / باشگاه فوتبال بلکبرن روورز | ۱۰    |
| ۷    | برنان جانسون  | باشگاه فوتبال ناتینگهام فارست                          | ۱۰    |
| ۷    | جو روثول      | باشگاه فوتبال بلکبرن روورز                             | ۱۰    |
| ۷    | آندریاس ویمان | باشگاه فوتبال بریستول سیتی                             | ۱۰    |

### کلین‌شیت‌ها
تا تاریخ ۷ مه ۲۰۲۲
| رتبه | بازیکن           | باشگاه                           | کلین‌شیت‌ها |
| ---- | ---------------- | -------------------------------- | --------- |
| ۱    | مارک تراورز      | باشگاه فوتبال ای‌اف‌سی بورنموث     | ۲۰        |
| ۲    | وی فوردرینگام    | باشگاه فوتبال شفیلد یونایتد      | ۱۸        |
| ۲    | لی نیکولاس       | باشگاه فوتبال هادرزفیلد تاون     | ۱۸        |
| ۴    | سم جانستون       | باشگاه فوتبال وست برومویچ آلبیون | ۱۵        |
| ۵    | بارتوژ بیالوفسکی | باشگاه فوتبال میلوال             | ۱۴        |
| ۵    | مارک روداک       | باشگاه فوتبال فولام              | ۱۴        |
| ۵    | بریس سامبا       | باشگاه فوتبال ناتینگهام فارست    | ۱۴        |
| ۸    | دانیل ایورسن     | باشگاه فوتبال پرستون نورث اند    | ۱۳        |
| ۸    | توماس کامینسکی   | باشگاه فوتبال بلکبرن روورز       | ۱۳        |
| ۸    | جو لاملی         | باشگاه فوتبال میدلزبرو           | ۱۳        |

### انضباط
تا تاریخ ۳ مه ۲۰۲۲

#### فردی
- بیشترین کارت زرد: ۱۶
  -  مت کروکز (میدلزبرو)
- بیشترین کارت قرمز: ۲
  -  فانته دابو (کاونتری سیتی)
  -  دارنل فرلانگ (وست برومویچ آلبیون)
  -  گری گاردنر (بیرمنگام سیتی)
  -  تام لارنس (دربی کانتی)
  -  جفرسون لرما (بورنموث)
  -  جیک لیورمور (وست برومویچ آلبیون)
  -  رایان منینگ (سوانزی سیتی)

#### باشگاهی
- بیشترین کارت زرد: ۱۰۷
  - بلکبرن روورز
- بیشترین کارت قرمز: ۷
  - دربی کانتی
  - وست برومویچ آلبیون

## جوایز

### ماهانه
| ماه     | مربی ماه       | مربی ماه          | بازیکن ماه        | بازیکن ماه        | منبع   |
| ------- | -------------- | ----------------- | ----------------- | ----------------- | ------ |
| اوت     | مارکو سیلوا    | فولام             | سوربا توماس       | هادرزفیلد تاون    | [ ۶۳ ] |
| سپتامبر | اسکات پارکر    | بورنموث           | بن برریتون        | بلکبرن روورز      | [ ۶۴ ] |
| اکتبر   | اسکات پارکر    | بورنموث           | الکساندر میتروویچ | فولام             | [ ۶۵ ] |
| نوامبر  | مارک واربرتون  | کویینز پارک رنجرز | کریس ویلیک        | کویینز پارک رنجرز | [ ۶۶ ] |
| دسامبر  | کریس ویلدر     | میدلزبرو          | اسایا جونز        | میدلزبرو          | [ ۶۷ ] |
| ژانویه  | مارکو سیلوا    | فولام             | آنتونی سمنیو      | بریستول سیتی      | [ ۶۸ ] |
| فوریه   | کارلوس کوربران | هادرزفیلد تاون    | لوکاس João        | ردینگ             | [ ۶۹ ] |
| مارس    | استیو موریسون  | کاردیف سیتی       | دید اسپنس         | ناتینگهام فارست   | [ ۷۰ ] |

### سالانه
| جایزه                     | برنده             | باشگاه          |
| ------------------------- | ----------------- | --------------- |
| بهترین بازیکن فصل         | الکساندر میتروویچ | فولام           |
| بهترین بازیکن جوان فصل    | برنان جانسون      | ناتینگهام فارست |
| بهترین بازیکن تازه‌کار فصل | رایان هاولی       | کاونتری سیتی    |

تیم فصل چمپیونشیپ
| رتبه           | بازیکن            | باشگاه                        | منبع   |
| -------------- | ----------------- | ----------------------------- | ------ |
| دروازه‌بان      | لی نیکلاس         | باشگاه فوتبال هادرزفیلد تاون  | [ ۷۴ ] |
| مدافع          | توسین آدارابیویو  | باشگاه فوتبال فولام           | [ ۷۴ ] |
| مدافع          | لوید کلی          | باشگاه فوتبال ای‌اف‌سی بورنموث  | [ ۷۴ ] |
| مدافع          | جو ورال           | باشگاه فوتبال ناتینگهام فارست | [ ۷۴ ] |
| بال دفاعی راست | دید اسپنس         | باشگاه فوتبال ناتینگهام فارست | [ ۷۴ ] |
| هافبک          | رایان ییتس        | باشگاه فوتبال ناتینگهام فارست | [ ۷۴ ] |
| هافبک          | فیلیپ بیلینگ      | باشگاه فوتبال ای‌اف‌سی بورنموث  | [ ۷۴ ] |
| بال دفاعی چپ   | انتونی رابینسن    | باشگاه فوتبال فولام           | [ ۷۴ ] |
| مهاجم          | هری ویلسون        | باشگاه فوتبال فولام           | [ ۷۴ ] |
| مهاجم          | دومینیک سولانکه   | باشگاه فوتبال ای‌اف‌سی بورنموث  | [ ۷۴ ] |
| مهاجم          | الکساندر میتروویچ | باشگاه فوتبال فولام           | [ ۷۴ ] |
| سرمربی         | ناتان جونز        | باشگاه فوتبال لوتون تاون      | [ ۷۴ ] |